# Apple Desktop Bus
Apple Desktop Bus (ADB) je sériová počítačová sběrnice připojující nízkorychlostní zařízení k počítačům. Poprvé byla představena na Apple IIGS v roce 1986 a měla za úkol podporovat nízkonákladová zařízení jako klávesnice nebo počítačové myši tak, aby nebyly potřeba rozbočovače nebo jiná zařízení. ADB byl zaveden na novějších modelech Macintosh a také na počítačích od společnosti NeXT. ADB byl později nahrazen USB sběrnicí. Poslední externí ADB porty na produktech od Applu byly v roce 1999, ačkoli interní ADB zůstaly, na některých modelech počítačů Macintosh byly až do roku 2000.

## Historie ADB

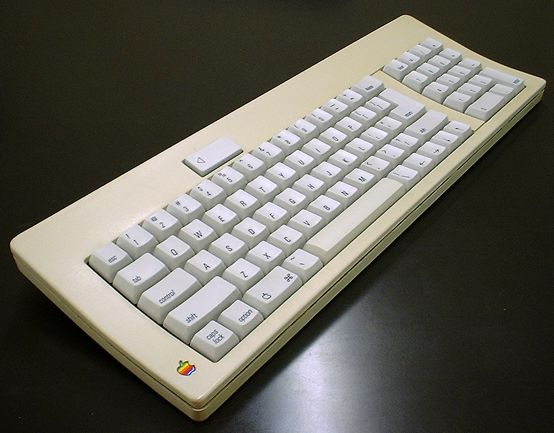
Apple Desktop Bus Keyboard

Sběrnici ADB vytvořil Steve Wozniak, když mu někdo navrhl, že by mohl vytvořit nový způsob připojování zařízení k počítačům tak, aby se dala zařízení propojovat za sebou (zřetězit) jedním kabelem, který by byl zároveň levný na výrobu. A jak to popisuje příběh, Steve odešel neznámo kam a po měsíci se vrátil s hotovým ADB.
První systém který používal ADB byl Apple IIgs v roce 1986. Následně bylo použito na všech počítačích Apple Macintosh počínaje Macintosh II a Macintosh SE. ADB bylo také používáno na počítačích od společnosti NeXT. Drtivá většina zařízení byla vstupních a patřila sem např. klávesnice, počítačová myš, grafický tablet, joystick a další podobná zařízení. Speciální využití zahrnovaly hardwarové klíče pro ochranu softwaru.

### Přechod na USB
První Macintosh který přešel z ADB na USB byl iMac v roce 1998. Poslední počítač který měl ADB sběrnici se nazýval "Yosemite" Power Macintosh G3 v roce 1999. Žádná zařízení, která se dnes používají, ADB sběrnici nemají. Ovšem až do února 2005 používaly počítače PowerBook a iBook protokol ADB v interním rozhraní s vestavěnou klávesnicí a touchpadem. Následující modely již používaly touchpad založený na USB.

## Provedení

### Fyzická

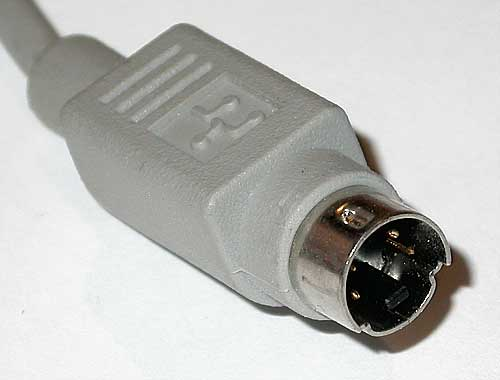
ADB-konektor.

V souladu s obecnou filosofií Applu mělo být provedení ADB co nejjednodušší a současně co nejlacinější na výrobu. Vhodným konektorem byl 4pinový miniDIN konektor, který se také používá pro S-Video. Konektory jsou malé, široce dostupné a je možné je zapojit pouze „správným“ způsobem. Požadovaný ADB protokol je v pinu pro data a je označen jako ADB. Další dva piny byly použity pro 5V napájení a zem. 5V pin musel zaručit alespoň 500 mA, ale zároveň bylo požadováno, aby každé zařízení používalo pouze 100 mA.
Většina sériových digitálních rozhraní používá samostatný pin pro hodinový signál, který signalizuje příchod jednotlivých bitů dat. Wozniak se však rozhodl, že kvůli nákladům na výrobu samostatný vodič pro hodinový signál v ADB vynechá.

### Komunikace
Veškerý provoz na sběrnici je řízen počítačem, který vysílá příkazy pro čtení nebo zápis dat. Zařízení nejprve musí požádat počítač o používání sběrnice. Tato žádost má podobu jednohobajtového řetězce. První čtyři bity obsahují adresu, respektive ID zařízení. Čtyři bity umožňují používat na jedné sběrnici až 16 zařízení. Další dva bity uvádí jeden ze čtyř příkazů a poslední dva bity uvádí jeden ze čtyř registrů. Příkazy byly následující:
- talk – pošli obsah registru do počítače
- listen – nastav registr na číslo
- flush – smaž obsah registru
- reset – resetuj všechna zařízení na sběrnici

Například pokud myš byla na adrese $D, počítač periodicky vysílal zprávu na sběrnici a měla podobu: 1.101 11 00
Tento řetězec říká, že zařízení $D (1.101) komunikuje s počítačem (11) a vrací obsah registru (00).

## Problémy
Na prakticky všech původních ADB systémech nebylo bezpečné připojit nebo odpojit zařízení, jakmile byl systém zapnutý, protože způsobit poškození základní desky a náklady na opravu pak byly poměrně vysoké. To je velký rozdíl od dnešních sběrnic, které podporují tzv. hot swapping.
Konektor mini-DIN bylo snadné ohýbat, což způsobovalo problémy při používání. Konektor se v socketu neustále uvolňoval, což vedlo k přerušování funkce.